# Anuvinda
Genre
Anuvinda est un genre d'araignées aranéomorphes de la famille des Titanoecidae.

## Distribution
Les espèces de ce genre se rencontrent en Asie du Sud, en Asie du Sud-Est et en Asie de l'Est.

## Liste des espèces
Selon World Spider Catalog (version 17.5, 14/09/2016) :
- Anuvinda escheri (Reimoser, 1934)
- Anuvinda milloti (Hubert, 1973)

## Publication originale
- Lehtinen, 1967 : Classification of the cribellate spiders and some allied families, with notes on the evolution of the suborder Araneomorpha. Annales Zoologici Fennici, vol. 4, p. 199-468.